# Coatzintla (kommun)
Coatzintla är en kommun i Mexiko.   Den ligger i delstaten Veracruz, i den sydöstra delen av landet, 200 km nordost om huvudstaden Mexico City.
Följande samhällen finns i Coatzintla:
- Coatzintla
- Manuel María Contreras
- Corralillos
- Troncones y Potrerillos
- Guadalupe Victoria
- La Laja
- San Fernando Coapechapa
- Fraccionamiento San Rafael
- Rancho Nuevo
- González Ortega
- Arroyo Florido
- Palmar de Zapata
- San Isidro
- Cerro del Mirador